# Баден (Швейцария)
Ба́ден (нем. Baden, алем. нем. Bade, лат. Aquae Helveticae) — город в Швейцарии, центр одноимённого округа, находится в кантоне Аргау.
Население на 31 декабря 2022 года составляло 19 839 человек. 1 января 2024 года в состав коммуны Баден вошла коммуна Турги (население на 31.12.2022 — 2830 человек).

## Население
Население Бадена на 31 декабря 2022 в новых границах 2024 года — 22 669 человек.
Динамика населения в городе, по данным ведомства статистики кантона Аргау:
| Год           | 1850 | 1900 | 1930   | 1950   | 1960   | 1970   | 1980   | 1990   | 2000   |
| Число жителей | 3159 | 6489 | 10 624 | 12 127 | 14 553 | 14 115 | 13 870 | 15 718 | 16 270 |

Согласно переписи населения от 2000 года, из 16 270 жителей Бадена 13 631 человек назвали своим родным языком немецкий, 530 — итальянский, 238 — французский; 480 опрошенных в качестве такового указали сербский или хорватский, 244 — английский, 165 — испанский, 161 — албанский, 110 — португальский.

## Фотографии

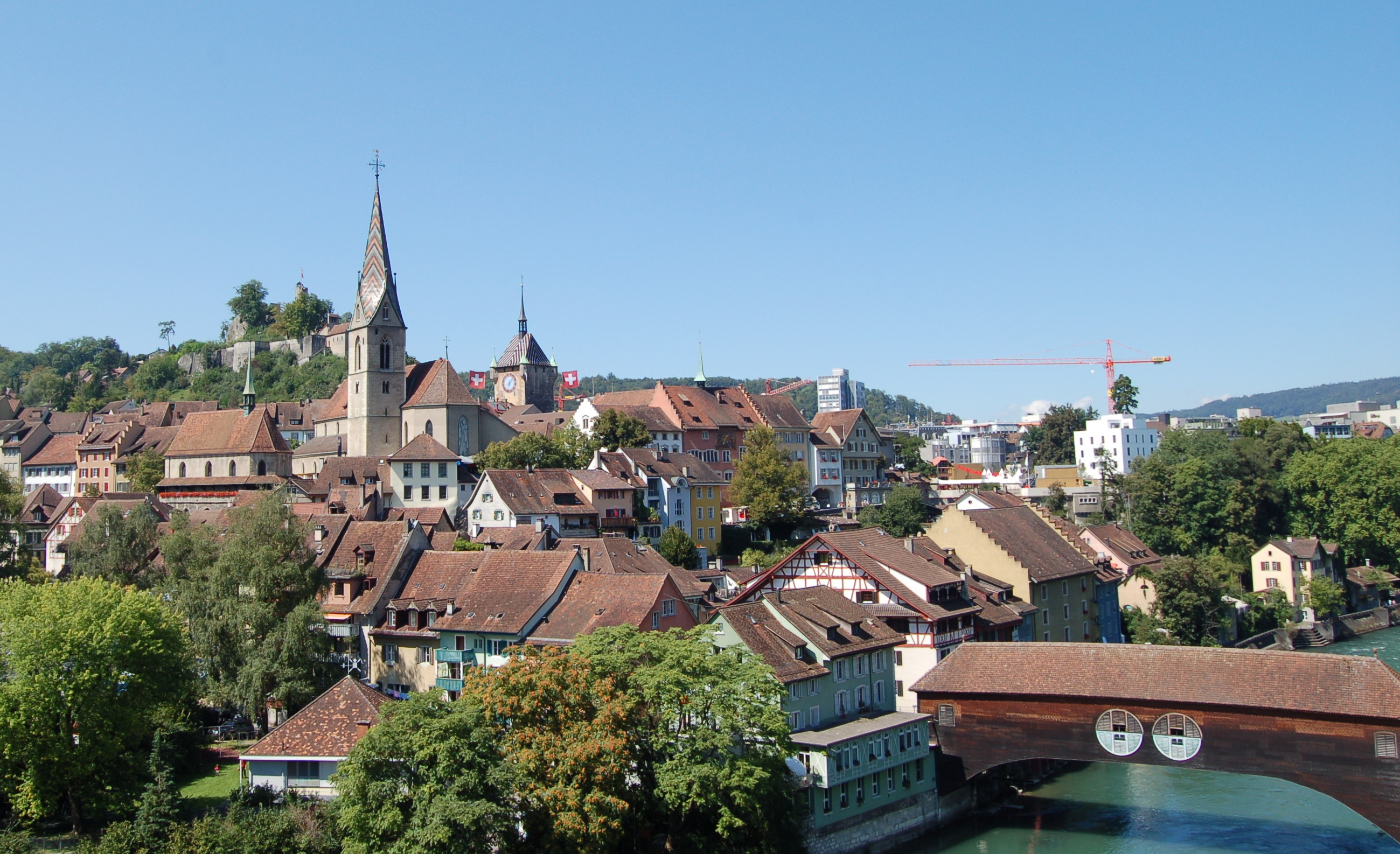
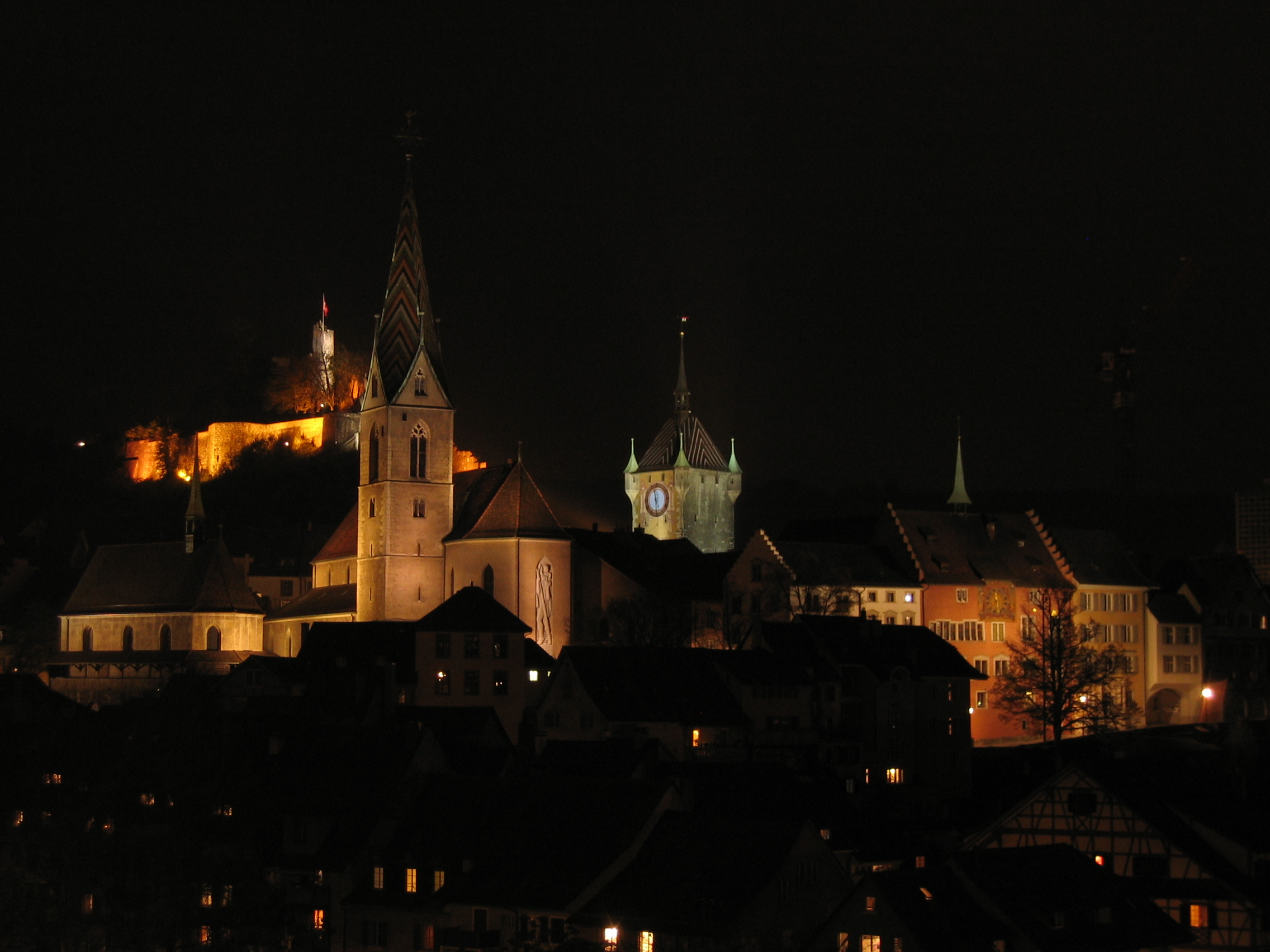
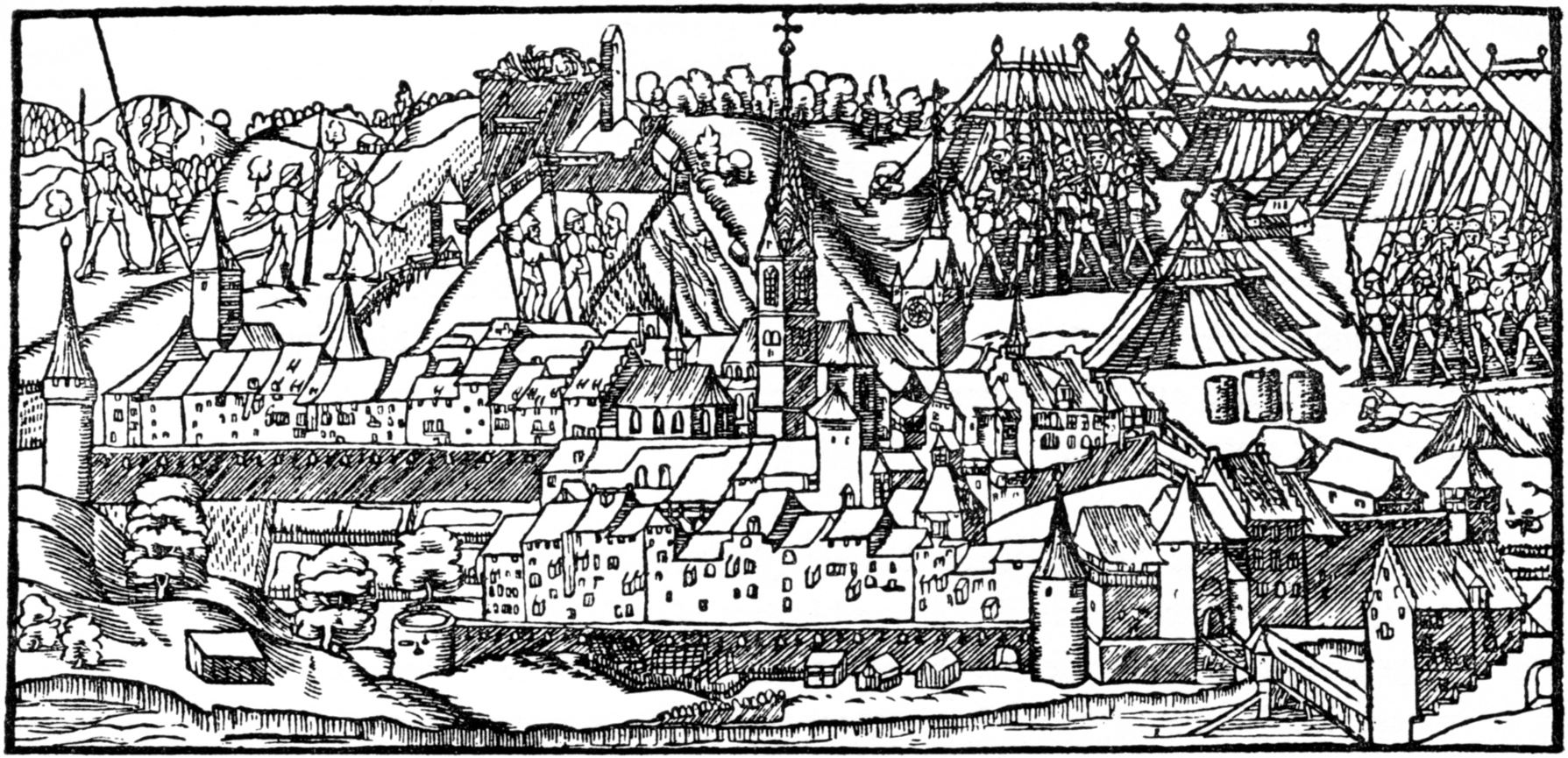
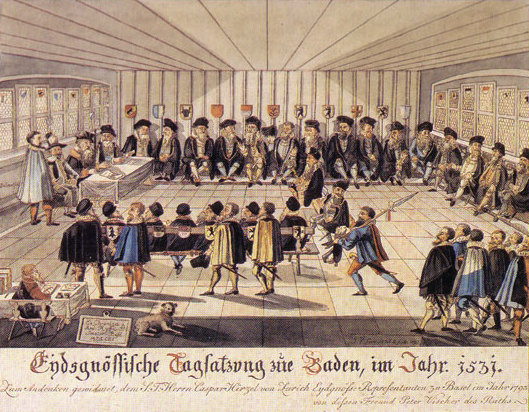
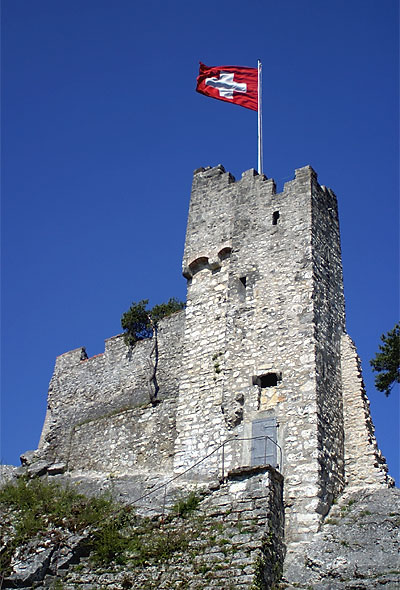
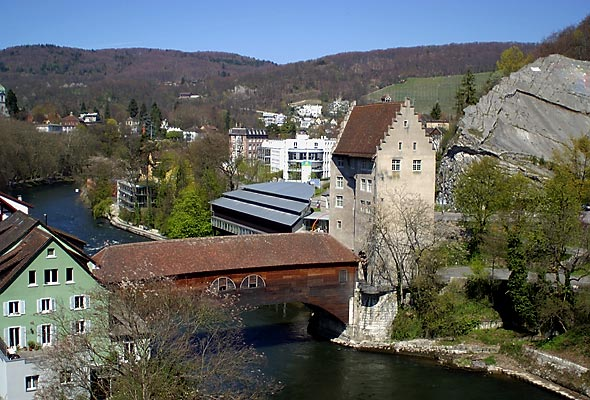
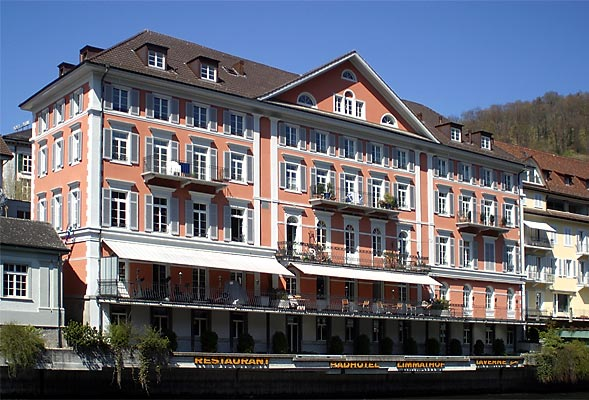
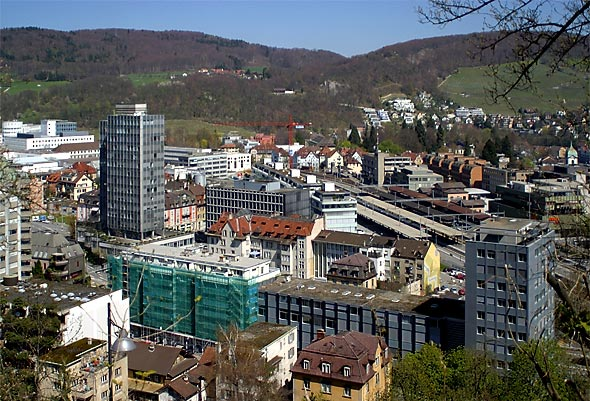
Вокзал
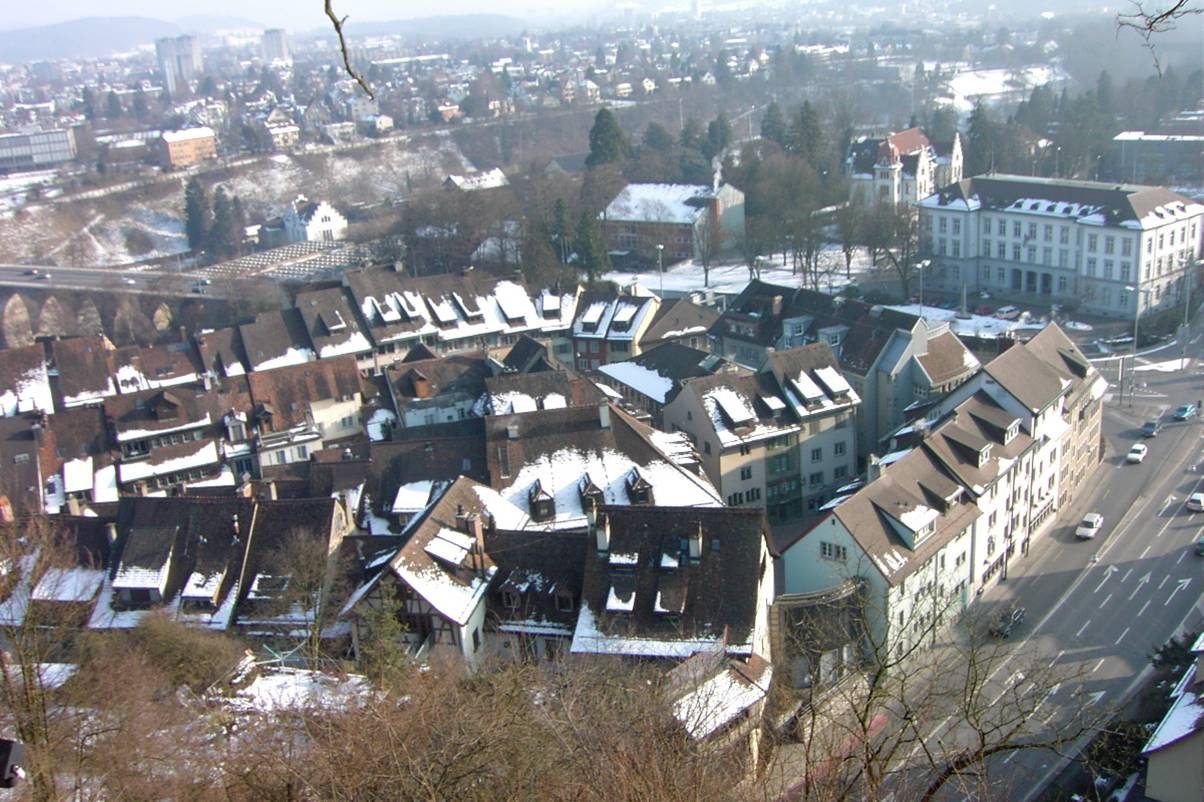

## Уроженцы
- Ренггер, Иоганн Рудольф (1795—1832) — путешественник и естествоиспытатель.